# 林沖鎮
林沖鎮（りんちゅうちん）は中華人民共和国湖南省懐化市新晃トン族自治県の鎮。

## 行政区画
- 林沖村
- 唐家村
- 大堡村
- 鬥渓村
- 臥曼村
- 石馬坪村
- 劉家村
- 田壩村
- 栗山村
- 地莆村
- 馬王村
- 塘寨村

## 歴史
1984年、林沖郷を設立。2015年10月、天堂郷の桂根村・地習村・道丁村・高洞村・小揺村・大榜村・界牌村・絞溝村・竹坪村・大旺村・天国村などは黄雷郷の宋賽村と一緒に林沖郷に入ります。

## 地理
林沖鎮は新晃トン族自治県西部に位置し、北は貴州省銅仁市と、東は魚市鎮と、西は涼傘鎮と、南は扶羅鎮とそれぞれ接している。
- 河川：西渓
- 山：戦北坡（1016メートル）、天子山（692天子山）

## 交通

### 鉄道
- 滬昆旅客専用線

### 道路
- 滬昆高速公路（中国語版）